# Thamnosophis
Thamnosophis — рід змій родини Pseudoxyrhophiidae. Представники цього роду є ендеміками Мадагаскару.

## Види
Рід Thamnosophis нараховує 6 видів:
- Thamnosophis epistibes (Cadle, 1996)
- Thamnosophis infrasignatus (Günther, 1882)
- Thamnosophis lateralis (A.M.C. Duméril, Bibron & A.H.A. Duméril, 1854)
- Thamnosophis martae (Glaw, Franzen & Vences, 2005)
- Thamnosophis mavotenda Glaw, Nagy, J. Köhler, Franzen & Vences, 2009
- Thamnosophis stumpffi (Boettger, 1881)

## Етимологія
Наукова назва роду Thamnosophis походить від сполучення слів дав.-гр. θαμνος — кущ і οφις — змія.